# Estación Bahía Blanca FCRPB
La estación Bahía Blanca fue una estación ferroviaria ubicada en la ciudad de Bahía Blanca, Provincia de Buenos Aires, Argentina, terminal del Ferrocarril Rosario a Puerto Belgrano (FCRPB), de capitales franceses.

## Historia
A comienzos la década de 1910, el FCRPB decidió extender  la línea, que ya llegaba a Puerto Belgrano, desde la estación Almirante Solier hasta la ciudad de Bahía Blanca, a 27 kilómetros de distancia. En 1912 el municipio había negado la autorización para el tendido. El permiso recién se otorgó en noviembre de 1918, autorizando una traza que pasaba por calles de la ciudad de Punta Alta, que en ese tiempo era aún parte del partido de Bahía Blanca. Los trabajos del tendido del ramal (cuyas vías corrían paralelas a las del Ferrocarril del Sud que iban hacia Grünbein, entre estas y la avenida Colón de la ciudad de Punta Alta) estuvieron a cargo del ingeniero suizo Armin Reimman, que falleció poco antes de su habilitación. Tomó su lugar el ingeniero Lucien Capelle, secundado por el técnico Dionisio Monti. 
Al promediar 1921 se concluyeron las obras de la estación, ubicada a orillas del arroyo Napostá, en el recientemente formado barrio de Villa Mitre. 
A las 10:32 del 9 de enero de 1922 llegó a la terminal la locomotora de prueba del tramo efectuado bajo la dirección del ingeniero Capelle. La máquina era conducida por Manuel Álvarez, a quien secundaban el fogonero Leocadio González, el ayudante Alberto Bugarini y el guarda Pablo Arzano. Luego de ese exitoso viaje piloto, por fin el jueves 2 de marzo de 1922 se realizó, con éxito, el viaje inaugural de Rosario a Bahía Blanca. La formación que partió de Rosario encabezada por la locomotora N.º 31 estuvo compuesta de seis coches de pasajeros y un furgón. A las 15:50, el tren arribó al andén N° 2 de la terminal. 

## Nacionalización
Luego de la nacionalización de los ferrocarriles producida el  13 de febrero de 1947, y la reorganización de estos por decreto del 1 de marzo de 1948, el FCRPB fue dividido: el tramo norte fue asignado al Ferrocarril General Bartolomé Mitre y el tramo sur, incluyendo la estación Bahía Blanca, al General Roca, aunque en la práctica fue el primero el que operó toda la línea. Se construyó un empalme entre las vías del antiguo FCRPB y las del antiguo Ferrocarril del Sud a la altura de la Garita Este de Ingeniero White. A partir de la puesta en servicio de ese empalme, el 11 de julio de 1949, se clausuró la estación y el servicio de trenes que se prestaba desde ella fue desviado a la estación Bahía Blanca Sud del Roca.

## Nuevo uso
La estación permaneció largo tiempo abandonada. En 1962 la municipalidad de Bahía Blanca inició las gestiones ante Ferrocarriles Argentinos para la transferencia de los inmuebles, y en 1980 se convirtió finalmente en la terminal de ómnibus de la ciudad. El edificio principal se conserva en buen estado, pero los galpones, playas y plataformas fueron demolidos para dar lugar al servicio de ómnibus.